# کامنا وورلا
کامنا وورلا (به لاتین: Kamena Vourla) یک شهرک در یونان است که در Molos-Agios Konstantinos Municipality واقع شده‌است.

## خواهرخوانده
شهر آبانو ترمه خواهرخواندهٔ کامنا وورلا هست.